# Cercle de Cologne
Le cercle de Cologne (en allemand : Kölner Kreis) est le nom d'un groupe de résistants allemands contre le national-socialisme fondé pendant la Seconde Guerre mondiale, composé de personnes issues du milieu politique catholique. Les membres de ce groupe de discussion se sont réunis au Kettelerhaus, situé dans l'Agnesviertel (de) de Cologne.

## Origines
Kölner Kreis était un réseau de catholiques de Rhénanie et de Westphalie. Les membres étaient initialement opposés au nazisme, principalement pour des raisons religieuses. Cela a conduit à la décision de s’engager dans une résistance politique au cours d’un long processus. Les cercles de discussion à l'origine purement catholiques étaient issus des associations catholiques, des syndicats chrétiens et du Parti du centre allemand de Cologne. Finalement, des liens se sont développés avec d'autres cercles d'opposition dans des villes comme Düsseldorf, Bonn, Bochum et Duisbourg. Avec le Mouvement des Travailleurs Catholiques (de) (KAB) et son siège associatif de Cologne au Kettelerhaus, le cercle disposait d'un cadre organisationnel, tandis que les associations locales du KAB formaient un réseau de personnes de confiance. Les dirigeants de l'Association ouest-allemande des associations ouvrières catholiques (le président Otto Müller, le secrétaire de l'association Bernhard Letterhaus (en) et le rédacteur en chef Nikolaus Gross) sont morts sous le Troisième Reich. Gross et Letterhaus ont été condamnés à mort par le Volksgerichtshof et exécutés. Otto Müller est mort en détention. L'ancien président Joseph Joos n'a échappé au même sort que parce qu'il était emprisonné au camp de concentration de Dachau depuis 1940. Parmi les personnalités du groupe figuraient Jakob Kaiser, Wilhelm Elfes (de), ancien rédacteur en chef du Westdeutsche Arbeiterzeitung et chef de la police de Krefeld, Andreas Hermes, ancien ministre de l'Agriculture et de l'Alimentation du Deutsche Zentrumspartei, ainsi que Johannes Albers (en), Johannes Gronowski (de), Christine Teusch (en), Heinrich Körner et les dominicains Laurentius Siemer (en) et Eberhard Welty (de).